# Campeonato Panamericano Sub-17 de Waterpolo de 2013
La Campeonato Panamericano Sub-17 de Waterpolo de 2013 fue la I edición de dicho torneo. Se llevó a cabo entre el 23 de agosto y el 1 de septiembre de 2013 en Buenos Aires, Argentina. El torneo se realizó en las Piscina de la CeNARD.

## Torneo masculino

### Equipos participantes
- Estados Unidos
- Perú
- Trinidad y Tobago
- Canadá
- Uruguay
- Brasil

### Fase preliminar
| Equipo            | J | G | E | P | GF | GC | DG | PTS |
| ----------------- | - | - | - | - | -- | -- | -- | --- |
| Brasil            | 6 | 5 | 0 | 1 | -  | -  | -  | 10  |
| Estados Unidos    | 6 | 5 | 0 | 1 | -  | -  | -  | 10  |
| Canadá            | 6 | 5 | 0 | 1 | -  | -  | -  | 10  |
| Argentina         | 6 | 3 | 0 | 3 | -  | -  | -  | 6   |
| Perú              | 6 | 2 | 0 | 4 | -  | -  | -  | 4   |
| Trinidad y Tobago | 6 | 1 | 0 | 5 | -  | -  | -  | 2   |
| Uruguay           | 6 | 0 | 0 | 5 | -  | -  | -  | 0   |

- Resultados

| Fecha        | Partido           | Partido | Partido           |
| ------------ | ----------------- | ------- | ----------------- |
| 25 de agosto | Estados Unidos    | 11-7    | Canadá            |
| 25 de agosto | Perú              | 11-10   | Trinidad y Tobago |
| 25 de agosto | Argentina         | 15-2    | Uruguay           |
| 26 de agosto | Canadá            | 16-6    | Trinidad y Tobago |
| 26 de agosto | Estados Unidos    | 23-3    | Uruguay           |
| 26 de agosto | Perú              | 7-27    | Brasil            |
| 26 de agosto | Trinidad y Tobago | 11-3    | Uruguay           |
| 26 de agosto | Canadá            | 23-3    | Brasil            |
| 26 de agosto | Estados Unidos    | 11-4    | Argentina         |
| 27 de agosto | Uruguay           | 3-30    | Brasil            |
| 27 de agosto | Canadá            | 15-6    | Perú              |
| 27 de agosto | Trinidad y Tobago | 3-9     | Argentina         |
| 28 de agosto | Uruguay           | 4-9     | Perú              |
| 28 de agosto | Estados Unidos    | 15-0    | Trinidad y Tobago |
| 28 de agosto | Brasil            | 20-4    | Argentina         |
| 28 de agosto | Uruguay           | 5-26    | Canadá            |
| 28 de agosto | Brasil            | 15-13   | Estados Unidos    |
| 28 de agosto | Argentina         | 14-4    | Perú              |
| 29 de agosto | Brasil            | 12-3    | Trinidad y Tobago |
| 29 de agosto | Perú              | 3-14    | Estados Unidos    |
| 29 de agosto | Argentina         | 6-17    | Canadá            |

### Fase semifinal
| Fecha        | Partido           | Partido | Partido   |
| ------------ | ----------------- | ------- | --------- |
| 30 de agosto | Trinidad y Tobago | 8-4     | Uruguay   |
| 30 de agosto | Brasil            | 11-10   | Argentina |
| 30 de agosto | Estados Unidos    | 15-2    | Canadá    |

### Fase final
|  | Semifinales    | Semifinales    |   |           | Final        | Final |  |
|  |                |                |   |           |              |       |  |
|  |                |                |   |           |              |       |  |
|  |                |                |   |           |              |       |  |
|  | Brasil         | 11             |   |           |              |       |  |
|  | Argentina      | 10             |   |           |              |       |  |
|  |                |                |   |           |              |       |  |
|  |                |                |   |           |              |       |  |
|  |                |                |   |           | Brasil       | 9     |  |
|  |                | Estados Unidos | 8 |           |              |       |  |
|  |                |                |   |           |              |       |  |
|  |                |                |   |           |              |       |  |
|  |                |                |   |           | Tercer lugar |       |  |
|  |                |                |   |           |              |       |  |
|  | Estados Unidos | 15             |   | Argentina | 6            |       |  |
|  | Canadá         | 2              |   |           | Canadá       | 10    |  |

## Clasificación general
| 1. Brasil            |
| 2. Estados Unidos    |
| 3. Canadá            |
| 4. Argentina         |
| 5. Perú              |
| 6. Trinidad y Tobago |
| 7. Uruguay           |

## Torneo femenino

### Equipos participantes
- Estados Unidos
- Argentina
- Puerto Rico
- Canadá
- Venezuela
- Brasil

| Equipo         | J | G | E | P | GF | GC | DG | PTS |
| -------------- | - | - | - | - | -- | -- | -- | --- |
| Estados Unidos | 5 | 5 | 0 | 0 | -  | -  | -  | 10  |
| Canadá         | 5 | 4 | 0 | 1 | -  | -  | -  | 8   |
| Brasil         | 5 | 3 | 0 | 2 | -  | -  | -  | 6   |
| Puerto Rico    | 5 | 1 | 0 | 4 | -  | -  | -  | 2   |
| Argentina      | 5 | 1 | 0 | 4 | -  | -  | -  | 2   |
| Venezuela      | 5 | 0 | 0 | 1 | -  | -  | -  | 0   |

- Resultados

| Fecha        | Partido        | Partido | Partido        |
| ------------ | -------------- | ------- | -------------- |
| 25 de agosto | Brasil         | 12-9    | Venezuela      |
| 25 de agosto | Puerto Rico    | 6-22    | Estados Unidos |
| 25 de agosto | Argentina      | 1-24    | Canadá         |
| 26 de agosto | Venezuela      | 3-25    | Estados Unidos |
| 26 de agosto | Canadá         | 14-5    | Puerto Rico    |
| 26 de agosto | Brasil         | 14-7    | Argentina      |
| 27 de agosto | Estados Unidos | 9-7     | Canadá         |
| 27 de agosto | Puerto Rico    | 3-9     | Brasil         |
| 27 de agosto | Argentina      | 10-15   | Venezuela      |
| 28 de agosto | Venezuela      | 3-23    | Canadá         |
| 28 de agosto | Brasil         | 6-11    | Estados Unidos |
| 28 de agosto | Argentina      | 14-6    | Puerto Rico    |
| 29 de agosto | Puerto Rico    | 11-9    | Venezuela      |
| 29 de agosto | Canadá         | 9-6     | Brasil         |
| 29 de agosto | Estados Unidos | 23-1    | Argentina      |

### Fase semifinal
| Fecha        | Partido        | Partido | Partido     |
| ------------ | -------------- | ------- | ----------- |
| 30 de agosto | Estados Unidos | 23-4    | Puerto Rico |
| 30 de agosto | Brasil         | 3-9     | Canadá      |
| 30 de agosto | Venezuela      | '       | Argentina   |

### Fase final
|  | Semifinales    | Semifinales    |   |        | Final        | Final |  |
|  |                |                |   |        |              |       |  |
|  |                |                |   |        |              |       |  |
|  |                |                |   |        |              |       |  |
|  | Canadá         | 9              |   |        |              |       |  |
|  | Brasil         | 3              |   |        |              |       |  |
|  |                |                |   |        |              |       |  |
|  |                |                |   |        |              |       |  |
|  |                |                |   |        | Canadá       | 10    |  |
|  |                | Estados Unidos | 6 |        |              |       |  |
|  |                |                |   |        |              |       |  |
|  |                |                |   |        |              |       |  |
|  |                |                |   |        | Tercer lugar |       |  |
|  |                |                |   |        |              |       |  |
|  | Estados Unidos | 23             |   | Brasil | 11           |       |  |
|  | Puerto Rico    | 4              |   |        | Puerto Rico  | 8     |  |

## Clasificación general
| 1. Estados Unidos |
| 2. Canadá         |
| 3. Brasil         |
| 4. Puerto Rico    |
| 5. Argentina      |
| 6. Venezuela      |